# KNX Association

Die KNX Association ist ein Zusammenschluss von 480 Unternehmen in 44 Ländern, die sich auf einheitliche Signalisierung zwischen Sensoren und Aktoren in einem  Bussystem verständigt haben. Daraus entwickelte sich der Europäische Installationsbus (EIB). Die KNX Association ist die Nachfolgeorganisation der European Installation Bus Association (EIBA). Der Name KNX ist kein Akronym, sondern entstand als Verkürzung aus dem vorübergehenden Namen KONNEX, wobei dies aus dem Lateinischen connexio, „Verbindung“ abgeleitet war.